# EuCorVac-19
EuCorVac-19 je kandidátem na vakcínu proti nemoci COVID-19 vyvinutý společností EuBiologics Co. EuBiologics Co. zahájila klinické testy 23. února 2021.